# Hylophorbus rufescens
Hylophorbus rufescens es una especie  de anfibio de la familia Microhylidae.

## Distribución geográfica
Se encuentra en prácticamente toda la superficie de Nueva Guinea.